# 酔いどれ小籐次留書
『酔いどれ小籐次留書』（よいどれことうじとめがき）は、佐伯泰英による書き下ろし時代小説シリーズ。幻冬舎文庫から刊行されている。文春文庫から刊行されている続編の『新・酔いどれ小籐次留書』（しん・よいどれことうじとめがき）についても、本項で扱う。
長身で外見の良い若者を主人公とした作品の多い中、この『酔いどれ小籐次留書』シリーズの主人公の赤目小籐次は、背が低く、「もくず蟹」と評されるような風采の上がらない男で、この時代としては晩年に近い49歳（物語開始当初）という高齢である。これは、今までの作品の主人公とは正反対にしようとしたことと、大酒飲みと設定した際に大酒を飲んで酔いつぶれるのは若い人間よりも歳をとった人間の方が自然だと、作者の佐伯が自分の経験から考えたからである。主人公の年齢が他の作品の主人公と比べて著者ともっとも近いということもあり、現実の自分に仮託しやすく、また年配の読者からの評判も良いようである。
「御鑓拝借」というアイディアは、各大名家の参勤交代の際の象徴とも言える御鑓を奪うということが、自分の殿様が受けた恥辱のお返しとしてもっとも効果的だからという発想である。
続編『新・酔いどれ小籐次留書』は、作者の都合で中断することになった本作を、出版社を変更して再開したもので、「江戸の知られざる異界をテーマにした」とのこと。

## あらすじ
酔いどれ小籐次留書
豊後国森藩の下屋敷の厩番・赤目小籐次は、酒でしくじり奉公を解かれた。しかし、それは表向きのことで、小籐次の真意は城中で辱めを受けた主君・久留島通嘉のため、大名4家を相手にたった1人で戦いを挑むことにあった。4家の大名行列を襲い、御鑓を奪った小籐次は、見事主君の恥を雪ぐことに成功した。
奉公を辞した小籐次は、周囲の人達の支援を受け、父から教わった研ぎ仕事を生業に市井で暮らすようになった。しかし、御鑓を奪われた大名家からの刺客が差し向けられたり、江戸の町で起こる様々な事件に巻き込まれたり、自ら解決のために戦いに身を投じたりと、小籐次の行く先には常に風雲が渦巻いているのであった。
新酔いどれ小籐次留書
旧酔いどれ小籐次留書「状箱騒動」より、数年が経過した文政6年5月16日に営まれた三河蔦屋十二代目染左衛門の三回忌法要より再び物語は始まる。

## 登場人物
赤目 小籐次（あかめ ことうじ）
本作の主人公。物語開始時点で49歳。元は豊後森藩の下屋敷で厩番をしていたが、主君の久留島通嘉が江戸城中で受けた辱めを雪ぐべく、酒の上での失態を名目に藩を辞し、大名4家を相手に「御鑓拝借騒動」を起こす。この事件により江都（江戸）中にその名が知られ、御鑓を奪われた藩からの刺客に命を狙われるようになる。
奉公を辞した後、裏長屋に住まいし、父親に教え込まれた研ぎ仕事を生業とするようになる。その腕前は熟練の職人達でさえ一目置くほどで、多くの得意客を獲得するに至る。また、下屋敷での内職仕事をして得た経験から、竹細工を作る腕もかなりのもので、後に水戸藩名物となる「ほの明かり久慈行灯」を制作する。
亡き父・伊造（いぞう）から5歳の時から叩き込まれた来島水軍流で、多くの敵を打ち倒す。大酒飲みで、当人は「外道飲み」と謙遜するが、芸の域に達しているとして周囲の人を楽しませる。酒の味を知ったのは、32歳の秋に父が亡くなった日で、その弔いの席で酒を飲んだのが最初。母親は勝手女中のさい。さいは小籐次を産んだ後、まもなく亡くなる。身長は低く、頭は禿げ上がり、顔は「もくず蟹」と揶揄され、決して美男子とは言えないが、笑うと愛嬌がある。安心感を与えるのか、小籐次に心を開く女性も多い。
赤目 駿太郎（あかめ しゅんたろう）
小籐次の養子。かつて小籐次の命を狙った刺客の1人・須藤平八郎と、老中青山家の係累・小出家のお英との間に産まれた子。登場当時は赤子で、その後、少しずつ成長していく姿が描かれる。「新酔いどれ小籐次留書」では若き少年剣士として修業に明け暮れており、その腕前は既に悪党と渡り合うほどである。
おりょう
旗本・水野家の女中。小籐次の憧れの女性。後に水野家を辞し、歌道で身を立てると決意する。その際に、小籐次と久慈屋の尽力で「望外川荘」という屋敷に住まうことになる。久慈屋のやえと浩介の婚礼が行われた日に、芝神明社にて、小籐次と夫婦の誓いをなす。当初は「歌女（うため）」と名乗っていた雅号を後に「里桜」と改め、「芽柳（めやなぎ）派」と呼ばれる和歌の集いを主宰する。

### 豊後森藩
高堂 伍平（たかどう ごへい）
豊後森藩の下屋敷用人。何かと口煩い小籐次の上司。御鑓拝借騒動の後、小籐次を見かける度に、何かと理由をつけて下屋敷に寄るよう促す。巷に流れる小籐次の武勇伝を全く信じていない。
久留島通嘉（くるしま みちひろ）
豊後森藩の第8代目当主。城持ち大名でないために江戸城中で辱めを受けたことを涙ながらに小籐次に語り、それが御鑓拝借事件のきっかけとなる。
久留島通同（くるしま みちとも）
豊後森藩の第7代目当主。物語開始時点では故人。酒で失態を犯し、そのまま手打ちにされるところだった小籐次を許してくれる。小籐次は、その時の恩義を忘れずにいた。
宮内積雲
豊後森藩の江戸家老。当主久留島氏の縁戚で、通嘉の叔父にあたる。
創玄 一郎太（そうげん いちろうた）、田淵 代五郎（たぶち よごろう）
江戸藩邸勤番の、徒士組の下級藩士。藩主の許しを得て小籐次の剣術の門弟になる。

### 新兵衛長屋
勝五郎
小籐次が暮らす新兵衛長屋の、隣の部屋に住む版木職人。小籐次が関わった事件を、ネタとして版元に自ら売り込みに行くことも多い。
新兵衛
新兵衛長屋の差配。後に認知症を患う。その姿は小籐次からは「生きながらにして仏になった」と評されることも。「新酔いどれ小籐次留書」では自分を小籐次と思い込み研ぎの真似事をしていることが多い。
お麻
新兵衛の娘。認知症となった父に代わり、長屋の差配を務める。
桂三郎
お麻の夫。飾り職人。
お夕
お麻と桂三郎の娘。認知症となり子供のような精神状態となった新兵衛と遊んだり、小籐次が仕事をしている間、駿太郎の面倒を見たりする。そのため駿太郎とは姉弟同然の仲。「新酔いどれ小籐次留書」では父である桂三郎に職人として弟子入りする。

### 久慈屋
昌右衛門（まさえもん） / 五十六（いそろく）
紙問屋「久慈屋」の主人。小籐次に危難を救われて以来、その人柄に惚れ込み、彼の強力な庇護者となる。隠居後は元の「五十六」の名に戻る。
観右衛門（かんえもん）
「久慈屋」の大番頭。昌右衛門とは縁戚関係で、やえの叔父にあたる。昌右衛門と2人で久慈屋を取り仕切る。
やえ
昌右衛門の一人娘。
浩介（こうすけ）
「久慈屋」の手代。『祝言日和』にて、やえと結婚し、久慈屋を継ぐこととなる。
国三（くにぞう）
「久慈屋」の小僧。小籐次への使いをしたり、供をしたりと、小籐次との接触が多い。芝居見物したさに仕事が疎かになり、大きな失態をしたため、久慈屋本家での修行のし直しを命じられる。後に小籐次と再会した時には、以前よりもずっと落ち着いた性格になっている。
喜多造
「久慈屋」の荷運び頭で船頭。
梅吉
国三の代わりに「久慈屋」に入って働く小僧。
細貝忠左衛門
久慈屋の本家にあたる細貝家の当主。
角次
久慈屋本家の紙漉きを司る職人頭。
おまつ
「久慈屋」の女中頭。
正一郎
やえと浩介の間に生まれた子供。

### 幕府関係者
おしん
御庭番。老中・青山忠裕の命を受けて動くことが多い。
水野監物
大御番頭を務める5700石の旗本。おりょうの主人。
青山下野守忠裕（あおやましもつけのかみただやす）
幕府老中。丹波篠山藩6万石の大名。
中田新八
御庭番。小籐次の助力を得て、おしんと共に仕事を果たしたことがある。後に青山家の目付組頭に昇進。
間宮林蔵
幕府密偵。水戸藩に潜入した際に、小籐次と邂逅する。
九条 保次郎
寺社奉行付きの吟味物調役。有能で腕も立つが、外見や言動にとぼけたところが多いため、朋輩からは「とぼけの九条」と呼ばれている。寺社奉行・松平右近将監武厚の命で寺社奉行所の役人の不正を探索している時に、ひょんなことから小籐次と知り合う。

### 町奉行所の関係者
秀次
南町奉行所の同心から鑑札を預る御用聞き。通称「難波橋の秀次」。
おみね
秀次の女房
磯崎華次郎
秀次に十手を預ける南町奉行所の定町廻り同心。近藤精兵衛の教育係でもある。
近藤精兵衛
南町奉行所の定町廻り同心。磯崎と共に秀次を御用聞きとして使う。小籐次と共に事件の解決に動くこともある。

### 御鑓拝借事件の藩関係者
黒崎 小弥太（くろさき こやた）
讃岐丸亀藩の道中目付支配下。物語開始時点で21歳。鑓先を奪った小籐次を追跡するが、己の腕では太刀打ちできないと判断し、事件を起こした動機を知るべく小籐次に単身接触する。
古田 寿三郎
播州赤穂藩の、鉄砲、鑓、弓組を束ねる御先組番頭。後に目付に昇進。東軍新当流の遣い手。小籐次との折衝役となり、4藩の折衝役のまとめ役を務める。藩主忠敬が、馬で遠乗りをする際に随行した藩士の1人で、その時より深い信頼を寄せられている。忠敬より10歳年長。
新渡戸 勘兵衛
播州赤穂藩の大目付兼道中奉行。松田派新陰流薙刀免許の腕前。御鑓拝借騒動の際に小籐次と対決し敗れる。
村瀬 朝吉郎
豊後臼杵藩の用人見習。江戸家老・村瀬次太夫の縁戚。小籐次との折衝役を務める。
伊丹 唐之丞（いたみ とうのじょう）
肥前小城藩の江戸屋敷中小姓。留守居役・伊丹権六の実弟。小籐次との折衝役となり、御鑓騒動や、その後の小籐次へ差し向けられた刺客達の問題を解決するために尽力する。
京極長門守高朗（きょうごく ながとのかみ たかあきら）
讃岐丸亀藩5万1千石の6代目藩主。
森忠敬（もり ただよし）
播州赤穂藩2万石の9代目藩主。
稲葉雍通（いなば てるみち）
豊後臼杵藩5万石の11代目藩主。久留島通嘉を城なし大名として辱めたことが、御鑓拝借騒動の原因となる
鍋島直堯（なべしま なおたか）
肥前小城藩7万3千石の9代目藩主。

### 小籐次への刺客・敵対者
須藤平八郎光寿（すどう へいはちろう）
元・丹波篠山藩青山家の馬廻り役113石の陪臣で新陰流の免許持ち。赤穂藩の新渡戸白堂に雇われ、小籐次に挑むが敗れる。死に際に一子・駿太郎を小籐次に託す。
新渡戸白堂
赤穂藩江戸屋敷中老。御鑓拝借騒動の際に小籐次に討たれた新渡戸勘兵衛の叔父。追腹組や丸亀藩・臼杵藩の人間と共に小籐次への刺客を雇い命を狙う。
副嶋勢源
佐賀藩剣術師範でタイ捨流の遣い手。追腹組の1人として小籐次に挑む。
村上平内俊貫（むらかみ へいない としつら）
麹町に道場を開く円明流の遣い手。娘の嫁入り資金のため、小籐次の首にかかった1000両の賞金を目当てに立会いを挑むが敗れる。
立田修理太夫
肥前鍋島藩長柄槍組足軽組頭で心形刀流の遣い手。川の上で小籐次に挑むが、水に落とされ来島水軍流「水中串刺し」で討たれる。
北堀五郎兵衛
天真円光流の遣い手。小城藩の分家・鍋島直篤の命を受け、小籐次の名を騙って悪事を行い、窮地に陥れようとするが失敗。偽の呼び出し状におびき出された後、小籐次と対決し、敗れる。
祭文高道（さいもん たかみち）
徳川家に恨みを抱く津田高勝の子孫。京都の公卿三条中納言禎布留（よしふる）家の人間と偽り、高家肝煎・畠山家の養子となり畠山頼近（はたけやま よりちか）と名乗る。馬上太刀四方流剣術の達人で山城祭文衆を率い、また妖術を使っておりょうを拐かす。

### 水戸藩
徳川斉脩
水戸徳川家藩主。
鞠姫（きくひめ）
水戸藩前之寄合・久坂華栄の娘。後に太田静太郎に嫁ぐ。
太田静太郎
水戸藩家老格・太田家の嫡男。
佐々主水
水戸藩町奉行。
竹中正蔵
水戸藩目付。
額賀草伯
水戸藩御用絵師。小籐次の考案した「ほの明かり久慈行灯」に絵を描く。

### 松野藩
松平能登守保雅
信州松野藩6万石の当主。妾腹の三男坊で、若いころは小籐次らと共に徒党を組み、大和小路若衆組と名乗っていたが、天明7年（1787年）4月の品川の騒動をきっかけに解散。2人の兄が相次いで亡くなったことから当主の座に就き、善政を施し領民に慕われる。
古林 欣也
松平保雅の近習。

### その他
うづ
小舟で野菜を売り歩く百姓家の娘。研ぎ仕事を始めたばかりの小籐次に商売の仕方を教え、以来お互いに助け合う関係となる。
清琴（すがこと）
吉原の太夫。
五代目岩井半四郎
「眼千両」と謳われた女形。小籐次を舞台に招き、その模様は「眼千両と一首千両」と称され江戸で評判となった。
北村舜藍（きたむら しゅんあい）
おりょうの父。御歌学者・北村季吟の分家で、幕府御歌学者の御用を務める。
お紅
おりょうの母。
三河蔦屋染左衛門（みかわつたやそめざえもん）
深川の地で惣名主を務めてきた名家の元11代目当主。隠居の身ではあるが、いまだに江戸の地に影響力を持つ、底の知れない人物。家族の危難を小籐次に救われて以来、深い交誼を結ぶことになる。
深川界隈の酒の卸業を一手に引き受け、また多くの家作を持っている。息子の藤四郎は蔦屋の12代当主で、他に嫁の佐保と孫の小太郎がいる。深川の蔦屋は慶長8年に徳川家康が関東に入国するのに従って江戸入りした分家。本家は三河の地に残ったが、この時代には零落している。
おさき
門前町の魚料理屋「歌仙楼」の女将。小籐次の研ぎの腕を気に入り、得意先となる。
五郎八
「歌仙楼」の亭主。
美造（よしぞう）
「竹藪蕎麦」の亭主。小籐次の研ぎ仕事の得意先。
縞太郎
美造の息子
備前屋梅五郎
浅草寺御用達の畳職人の親方。小籐次の研ぎ仕事の得意先。
神太郎
備前屋梅五郎の息子。
万作（まんさく）
黒江町の曲物師。小籐次の研ぎ仕事の得意先。
太郎吉（たろきち）
万作の息子。うづに惚れており、所帯を持つ。
菊蔵（きくぞう）
足袋問屋・京屋の番頭。小籐次の研ぎ仕事の得意先。
円太郎
足袋問屋京屋の職人頭。小籐次を気に入り、特製の皮足袋を贈る。
根岸屋安兵衛
経師職人。小籐次の研ぎ仕事の得意先。
伊豆助
勝五郎の仕事先の版木屋の番頭。
空蔵（そらぞう）
読売の版元で「ほら蔵」の異名を持つ。小籐次にまつわる事件を読み物として売り出し、事件解決のために助力することもある。
あい
高輪薬種問屋の娘。水野家に行儀見習いに入っていたが、おりょうが水野家の奉公を辞する際に、望外川荘で働くことになる。
百助（ももすけ）
おりょうの住む「望外川荘」の下男。
クロスケ
駿太郎が拾ってきた犬。

## 用語
来島水軍流（くるしますいぐんりゅう）
赤目家の一子相伝の兵法。元は伊予水軍に伝わる独特の技。不安定な船上での戦いを想定して編み出されたもので、剣技だけでなく、棹や槍などの長柄の武器の使用も含まれ、水上を想定した技もある。
久慈屋
芝口橋近くに店を構える紙問屋。本家である細貝家の差配で生産される西野内村の西ノ内紙をはじめ様々な紙の商いを手がけている。主も奉公人も、西野内村の本家と江戸の店を何度も往復し、商い修業を教え込まれるのが慣習となっている。多くの大名家に金を貸しており、その影響力は大きい。主人の昌右衛門が旅先での危難を救われて以来、小籐次の強力な擁護者となる。店先で小籐次が研ぎ仕事をすることも多い。
初代の久慈屋が延宝3年に西ノ内紙を江戸に売りに来たのが店の起こり。水戸の光圀公が『大日本史』の製作に際し西ノ内紙を使用し、その丈夫さが喧伝されたことが西ノ内紙の名が知られた始まり。芝口橋に店舗を構えたのは3代目の時。
新兵衛長屋
脱藩後に小籐次が住まいする長屋。芝口新町にあり、危難を救ってくれた小籐次への礼として久慈屋がここに住めるよう手配してくれた。大家の新兵衛は後に認知症となり、代わって娘のお麻が差配となる。
備中国次直（びっちゅうのくに つぐなお）
赤目家伝来の刀。2尺1寸3分。赤目家の先祖が、戦国時代に戦場で得た物とされる。
長曾根虎徹入道興里（ながそねこてつにゅうどうおきさと）
小籐次の脇差。1尺6寸7分。
孫六兼元（まごろく かねもと）
芝神明社の宮司・西東正継から、事件を解決した礼として貰った刀。2尺2寸1分。茎には「濃州赤坂住兼元」の銘があり、裏銘には「臨兵闘者皆陣列在前」とある。
追腹組
佐賀藩と支藩3藩の者達で組織された、小籐次への刺客集団。小籐次に御鑓を奪われた小城藩とその本藩に当たる佐賀藩、および佐賀藩の支藩・蓮池藩と鹿島藩の、『葉隠』を信奉する有志の者によって組織されている。後に鍋島家から放逐されるが、丸亀藩・赤穂藩・臼杵藩の有志の者達と結託し、なおも小籐次の命を狙う。
望外川荘（ぼうがいせんそう）
歌人として独立するおりょうのために、久慈屋が用意した邸宅。須崎村のはずれにあり、隅田川が近くを流れ、浅草寺の五重塔が望める。元は大身旗本・秋本信濃守の別邸だった。この邸宅にある茶室は、小籐次にちなんで「不酔庵（ふすいあん）」と名づけられる。

## 来島水軍流
正剣十手・脇剣七手があるが、これ以外にも小籐次はその場に応じて繰り出した技に即興で名前をつけることもある。

### 正剣十手
1. 序の舞
2. 流れ胴斬り
3. 漣
4. 波頭
5. 波返し
6. 荒波崩し
7. 波しぶき
8. 波雲
9. 波颪（なみおろし）
10. 波小舟

### 脇剣七手
1. 竿突き
2. 竿刺し
3. 飛び片手
4. 水車
5. 水中串刺し
6. 継竿
7. 竿飛ばし

## 作品リスト
幻冬舎文庫より刊行。
- 酔いどれ小籐次シリーズ、全19巻
  1. 御鑓拝借（おやりはいしゃく） (2004年2月発売、ISBN 4-344-40484-X）
  2. 意地に候（2004年8月発売、ISBN 4-344-40548-X）
  3. 寄残花恋（のこりはなよするこい） (2005年2月発売、ISBN 4-344-40600-1）
  4. 一首千両（2005年8月発売、ISBN 4-344-40681-8）
  5. 孫六兼元（2006年2月発売、ISBN 4-344-40751-2）
  6. 騒乱前夜（2006年8月発売、ISBN 4-344-40826-8）
  7. 子育て侍（2007年2月発売、ISBN 978-4-344-40905-7）
  8. 竜笛嫋々（りゅうてきじょうじょう）（2007年9月発売、ISBN 978-4-344-41010-7）
  9. 春雷道中（2008年2月発売、ISBN 978-4-344-41082-4）
  10. 薫風鯉幟（くんぷうこいのぼり）（2008年8月発売、ISBN 978-4-344-41170-8）
  11. 偽小籐次（2009年2月発売、ISBN 978-4-344-41255-2）
  12. 杜若艶姿（とじゃくあですがた）（2009年8月発売、ISBN 978-4-344-41341-2）
  13. 野分一過（のわきいっか）（2010年2月発売、ISBN 978-4-344-41432-7）
  14. 冬日淡々（ふゆびたんたん）（2010年8月5日発売、ISBN 978-4-344-41530-0）
  15. 新春歌会（2011年2月9日発売、ISBN 978-4-344-41633-8）
  16. 旧主再会（2011年8月4日発売、ISBN 978-4-344-41729-8）
  17. 祝言日和（2012年2月9日発売、ISBN 978-4-344-41819-6）
  18. 政宗遺訓（2012年8月4日発売、ISBN 978-4-344-41911-7）
  19. 状箱騒動（2013年2月7日発売、ISBN 978-4-344-41987-2）
- 品川の騒ぎ〈青雲篇〉 （2010年8月2日発売、ISBN 978-4-344-41531-7）

文春文庫より刊行。
- 新・酔いどれ小籐次シリーズ
  1. 神隠し（2014年8月4日発売、ISBN 978-4-16-790156-1）
  2. 願かけ（2015年2月6日発売、ISBN 978-4-16-790294-0）
  3. 桜吹雪（はなふぶき）（2015年8月4日発売、ISBN 978-4-16-790417-3）
  4. 姉と弟（2016年2月10日発売、ISBN 978-4-16-790544-6）
  5. 柳に風（2016年8月4日発売、ISBN 978-4-16-790669-6）
  6. らくだ（2016年9月2日発売、ISBN 978-4-16-790693-1）
  7. 大晦り（2017年2月10日発売、ISBN 978-4-16-790783-9）
  8. 夢三夜（2017年7月6日発売、ISBN 978-4-16-790879-9）
  9. 船参宮（2017年8月4日発売、ISBN 978-4-16-790899-7）
  10. げんげ（2018年2月9日発売、ISBN 978-4-16-791011-2）
  11. 椿落つ（2018年7月10日発売、ISBN 978-4-16-791096-9）
  12. 夏の雪（2018年8月3日発売、ISBN 978-4-16-791114-0）
  13. 鼠草紙（2019年2月8日発売、ISBN 978-4-16-791218-5）
  14. 旅仕舞（2019年7月10日発売、ISBN 978-4-16-791306-9）
  15. 鑓騒ぎ（2019年8月6日発売、ISBN 978-4-16-791325-0）
  16. 酒合戦（2020年2月5日発売、ISBN 978-4-16-791434-9）
  17. 鼠異聞 上（2020年7月8日発売、ISBN 978-4-16-791520-9）
  18. 鼠異聞 下（2020年7月8日発売、ISBN 978-4-16-791521-6）
  19. 青田波（2020年11月10日発売、ISBN 978-4-16-791587-2)
  20. 三つ巴（2021年2月9日発売、ISBN 978-4-16-791637-4)
  21. 雪見酒（2021年11月9日発売、ISBN 978-4-16-791775-3)
  22. 光る海（2022年2月8日発売、ISBN 978-4-16-791823-1)
  23. 狂う潮（2022年6月7日発売、ISBN 978-4-16-791886-6)
  24. 八丁越（2022年7月6日発売、ISBN 978-4-16-791901-6)
  25. 御留山（2022年8月3日発売、ISBN 978-4-16-791914-6)
  26. 恋か隠居か（2024年1月4日発売、ISBN 978-4-16-792152-1)
- 酔いどれ小籐次 決定版
  1. 御鑓拝借（2016年3月10日発売、ISBN 978-4-16-790573-6）
  2. 意地に候（2016年4月8日発売、ISBN 978-4-16-790592-7）
  3. 寄残花恋（2016年5月10日発売、ISBN 978-4-16-790607-8）
  4. 一首千両（2016年6月10日発売、ISBN 978-4-16-790633-7）
  5. 孫六兼元（2016年7月8日発売、ISBN 978-4-16-790653-5）
  6. 騒乱前夜（2016年10月7日発売、ISBN 978-4-16-790710-5）
  7. 子育て侍（2016年11月10日発売 ISBN 978-4-16-790727-3）
  8. 竜笛嫋々（2016年12月1日発売、ISBN 978-4-16-790752-5）
  9. 春雷道中（2017年1月6日発売、ISBN 978-4-16-790772-3）
  10. 薫風鯉幟（2017年3月10日発売、ISBN 978-4-16-790810-2）
  11. 偽小籐次（2017年4月7日発売、ISBN 978-4-16-790833-1）
  12. 杜若艶姿（2017年5月10日発売、ISBN 978-4-16-790853-9）
  13. 野分一過（2017年6月8日発売、ISBN 978-4-16-790870-6）
  14. 冬日淡々（2017年9月5日発売、ISBN 978-4-16-790926-0）
  15. 新春歌会（2017年10月6日発売、ISBN 978-4-16-790943-7）
  16. 旧主再会（2017年11月9日発売、ISBN 978-4-16-790963-5）
  17. 祝言日和（2017年12月5日発売、ISBN 978-4-16-790983-3）
  18. 政宗遺訓（2018年1月4日発売、ISBN 978-4-16-790999-4）
  19. 状箱騒動（2018年3月9日発売、ISBN 978-4-16-791033-4）
- 小籐次青春抄
  1. 品川の騒ぎ・野鍛冶（2016年3月10日発売、ISBN 978-4-16-790572-9）

## テレビドラマ
『御鑓拝借〜酔いどれ小籐次留書〜』（おやりはいしゃく よいどれことうじとめがき）のタイトルで、NHK総合「正月時代劇」にて2013年1月1日にスペシャルドラマを放送。
続編となる連続ドラマが、『酔いどれ小籐次』（よいどれことうじ）のタイトルで、NHK BSプレミアム「BS時代劇」にて同年6月21日から9月13日まで放送、全13回。

### 正月時代劇『御鑓拝借〜酔いどれ小籐次留書〜』

#### キャスト
- 赤目小籐次：竹中直人
- 古田寿三郎：藤木直人
- お菊：国仲涼子
- 黒崎小弥太：辻本祐樹
- 能見五郎兵衛：石丸幹二
- 森伍平治：温水洋一
- 平野初五郎：三宅弘城
- 糸魚川寛五郎：小林勝也
- 新渡戸勘兵衛：川野太郎
- 手代直吉：田鍋謙一郎
- お文：みやなおこ
- 奥女中：増子倭文江
- 五助：松本実
- 明庵和尚：岩崎ひろし
- 二子屋の主人：森山米次
- 古田市之進：青木淳耶
- 稲森藩士：木崎浩之
- 万八楼の客：竹井亮介、津田タカシゲ
- 柳太郎：羽柴誠
- おやえ：藤本泉
- 鯉屋利兵衛：スギちゃん
- 波蔵：花王おさむ
- 今村種三：青山草太
- 浦賀弁蔵：四方堂亘
- 名留島通久：川口覚
- 茂木直義：少路勇介
- 稲森暉通：松尾諭
- 満島尚尭：川野直輝
- 水町蔵人：小野寺昭
- 田尻藤次郎：本田博太郎
- 武石文左衛門：若林豪
- 磯村主馬：加藤茶
- 藤堂伍平：北見敏之
- おこう：鶴田真由
- 久慈屋昌右衛門：津川雅彦
- 村瀬次太夫：高橋英樹
- 語り：滝川クリステル

#### スタッフ
- 原作：佐伯泰英
- 脚本：櫻井武晴
- 演出：清水一彦
- 製作統括：佐野元彦、鹿島由晴
- 殺陣指導：車邦秀
- 音楽：濱田貴司
- 制作：NHKエンタープライズ

### BS時代劇『酔いどれ小籐次』

#### キャスト（酔いどれ小籐次）
- 赤目小籐次：竹中直人
- おりょう：比嘉愛未
- 須藤平八郎：上地雄輔
- 勝五郎：阿南健治
- おきみ：松本明子
- 能見五郎兵衛：石丸幹二
- 田尻藤次郎：本田博太郎
- 水町蔵人：小野寺昭
- 万八楼 おこう：鶴田真由
- 久慈屋昌右衛門：津川雅彦
- 水野監物：大浦龍宇一
- おうづ：大後寿々花
- 秀次：山田純大
- 空蔵：山崎一
- 越前屋伝次郎：小杉幸彦
- 萱蔵：春田純一
- お英：寺島咲
- 駿太郎：荒川槙
- 菊造：忍成修吾
- 高田屋甚左衛門：佐野史郎
- お花：水崎綾女
- 稲村右源太：鶴見辰吾
- 田村兵衛：小沢和義
- おさん：京野ことみ
- 銀太郎 : 住吉晃典
- 浩吉：渡辺大
- おやえ：藤本泉
- 泉蔵：マギー
- 北堀五郎兵衛：片岡鶴太郎
- おぬい：中島ひろ子
- 太郎吉：内田滋
- 槙野源左衛門：山本學

#### スタッフ（酔いどれ小籐次）
- 原作：佐伯泰英
- 脚本：川上英幸
- 演出：清水一彦、西谷真一
- 殺陣指導：車邦秀
- 製作統括：佐野元彦、鹿島由晴
- 音楽：濱田貴司
- 主題歌：髙橋真梨子「出逢いに帰らせて」
- 制作：NHKエンタープライズ

#### 放送日程
| 各話   | 放送日  | サブタイトル |
| ------ | ------- | ------------ |
| 第1回  | 6月21日 | 老いて初恋   |
| 第2回  | 6月28日 | 剣豪の子     |
| 第3回  | 7月05日 | 子育て侍     |
| 第4回  | 7月12日 | おとうと     |
| 第5回  | 7月19日 | 花嫁おりょう |
| 第6回  | 7月26日 | 十三人の刺客 |
| 第7回  | 8月02日 | 勝者の方程式 |
| 第8回  | 8月09日 | 心の灯       |
| 第9回  | 8月16日 | かたき討ち   |
| 第10回 | 8月23日 | かなわぬ夢   |
| 第11回 | 8月30日 | 偽小籐次     |
| 第12回 | 9月06日 | 父の背中     |
| 最終回 | 9月13日 | 祝言日和     |

| NHK BSプレミアム BS時代劇 | NHK BSプレミアム BS時代劇 | NHK BSプレミアム BS時代劇 |
| 前番組                    | 番組名                    | 次番組                    |
| ------------------------- | ------------------------- | ------------------------- |
| 妻は、くノ一              | 酔いどれ小籐次            | 雲霧仁左衛門              |